# Trestonia exotica
Trestonia exotica är en skalbaggsart som beskrevs av Maria Helena M. Galileo och Martins 1990. Trestonia exotica ingår i släktet Trestonia och familjen långhorningar. Inga underarter finns listade i Catalogue of Life.